# Weichs
Weichs [ˈvaɪ̯ks] ist eine Gemeinde im oberbayerischen Landkreis Dachau.

## Geographie

### Lage
Weichs liegt in der Region München im Glonntal im nördlichen Landkreis Dachau. Die angrenzenden Gemeinden sind Markt Indersdorf, Petershausen, Vierkirchen und die Gemeinde Jetzendorf, die zum Landkreis Pfaffenhofen gehört. Strukturräumlich ist Weichs dem ländlichen Raum zuzuordnen.
Unmittelbar angrenzende Gemeinden sind:
|                  | Jetzendorf (Landkreis Pfaffenhofen) |              |
| Markt Indersdorf | Kompass                             | Petershausen |
|                  |                                     | Vierkirchen  |

### Gemeindegliederung
Es gibt 13 Gemeindeteile (in Klammern ist der Siedlungstyp angegeben):
- Albertshof (Einöde)
- Aufhausen (Kirchdorf)
- Biechlhof (Einöde)
- Breitenwiesen (Einöde)
- Daxberg (Einöde)
- Ebersbach (Kirchdorf)
- Edenholzhausen (Weiler)
- Edenpfaffenhofen (Weiler)
- Erlbach (Weiler)
- Erlhausen (Dorf)
- Fränking (Dorf)
- Weichs (Pfarrdorf)
- Zillhofen (Weiler)

Es gibt in der Gemeinde jeweils den Gemarkungsteil 1 der Gemarkungen Ainhofen, Asbach, Frauenhofen, Markt Indersdorf, Pasenbach und Weichs.

### Landschaft und Gewässer
Weichs liegt im weiten, landschaftlich reizvollen Glonntal. Nach Süden geht das Tal in die sanfte Hügellandschaft des Dachauer Landes über. Ebenso nach Norden in die Hügellandschaft des Landkreises Pfaffenhofen. Diese Hügellandschaften werden als Donau-Isar-Hügelland bezeichnet.
Die Glonn, ein etwa 50 km langer, linker Zufluss der Amper in Oberbayern, quert das Gemeindegebiet von Südwesten nach Nordosten. Die beiden wichtigsten Zuflüsse der Glonn im Gemeindegebiet sind der Erlbach und der Ebersbach. Der Erlbach fließt der Glonn am westlichen Ortsrand zu. Der Ebersbach fließt östlich von Weichs in Höhe der Gemarkung Ebersbach der Glonn zu. Östlich von Weichs und links der Glonn liegt das Weichser Moos. Das Naturschutzgebiet „Weichser Moos“ weist ca. 55 ha Größe aus. Hier finden sich seltene, vom Aussterben bedrohte Tier- und Pflanzenarten.
Weichs liegt am historischen Altbaierischen Oxenweg, der als einer von mehreren Ochsentriebwegen von Augsburg ins Dachauer Land und weiter bis Ungarn führte. Weichs liegt am sog. Dachauer Jakobsweg, den Dachau-Agil mit dem europäischen Jakobswegzeichen ausgeschildert hat.
Etwa 15 % des Gemeindegebiets sind bewaldet, fast 80 % landwirtschaftlich genutzt. Fünf Prozent sind besiedelt oder durch Straßen und Nutzungen belegt.

### Topografie
Weichs liegt auf 468 m ü. NHN. Die höchste Erhebung im Gemeindegebiet ist der Lackenberg (523 m ü. NHN) nordwestlich von Fränking. Der tiefste Punkt (458 m ü. NHN) liegt beim Austritt der Glonn aus dem Gemeindegebiet in Ebersbach. Der Kreuzberg im Nachbarort Aufhausen bietet eine weitläufige Aussicht über das Glonntal und hatte vermutlich schon zur Zeit der Kelten kultische Bedeutung; er wird noch heute als Jaudusplatz zum Abbrennen der Osterfeuer genutzt. Auf dem Kreuzberg stellt ein Denkmal mit vier Jurablöcken einen Kreis dar, in dem das Ewige und das Wiederkehrende symbolisiert sind. Die vier Blöcke stehen für die vier Elemente Erde, Wasser, Feuer und Luft. Der aufrechte, gebogene Stein auf der Verbindungslinie der Kirchen von Weichs und Aufhausen ist das Sinnbild für den in den Kreislauf der Natur eingebundenen Menschen.

### Räumliche Lage
Weichs liegt im geografischen Dreieck der Städte Ingolstadt im Norden, München im Süden, und Augsburg im Westen.
Die Entfernungen zu größeren Orten der Umgebung betragen:
- Markt Indersdorf (Entfernung ca. 4,2 km),
- Dachau (Entfernung ca. 17,1 km),
- Pfaffenhofen an der Ilm (Entfernung ca. 23,4 km),
- Aichach (Entfernung ca. 27,8 km),
- Freising (Entfernung ca. 28,2 km),
- Augsburg (Entfernung ca. 47,8 km),
- München (Entfernung ca. 35 km),
- Ingolstadt (Entfernung ca. 60,7 km).

### Flächennutzung
Die Bodenfläche der Gemeinde betrug am 31. Dezember 2016  insgesamt 1.881 ha. Davon waren 126 ha besiedelt, Verkehrsflächen 71 ha, Gewässer 16 ha, 297 ha Wald und 1255 ha landwirtschaftlich genutzte Fläche.

## Geschichte

### Ursprung

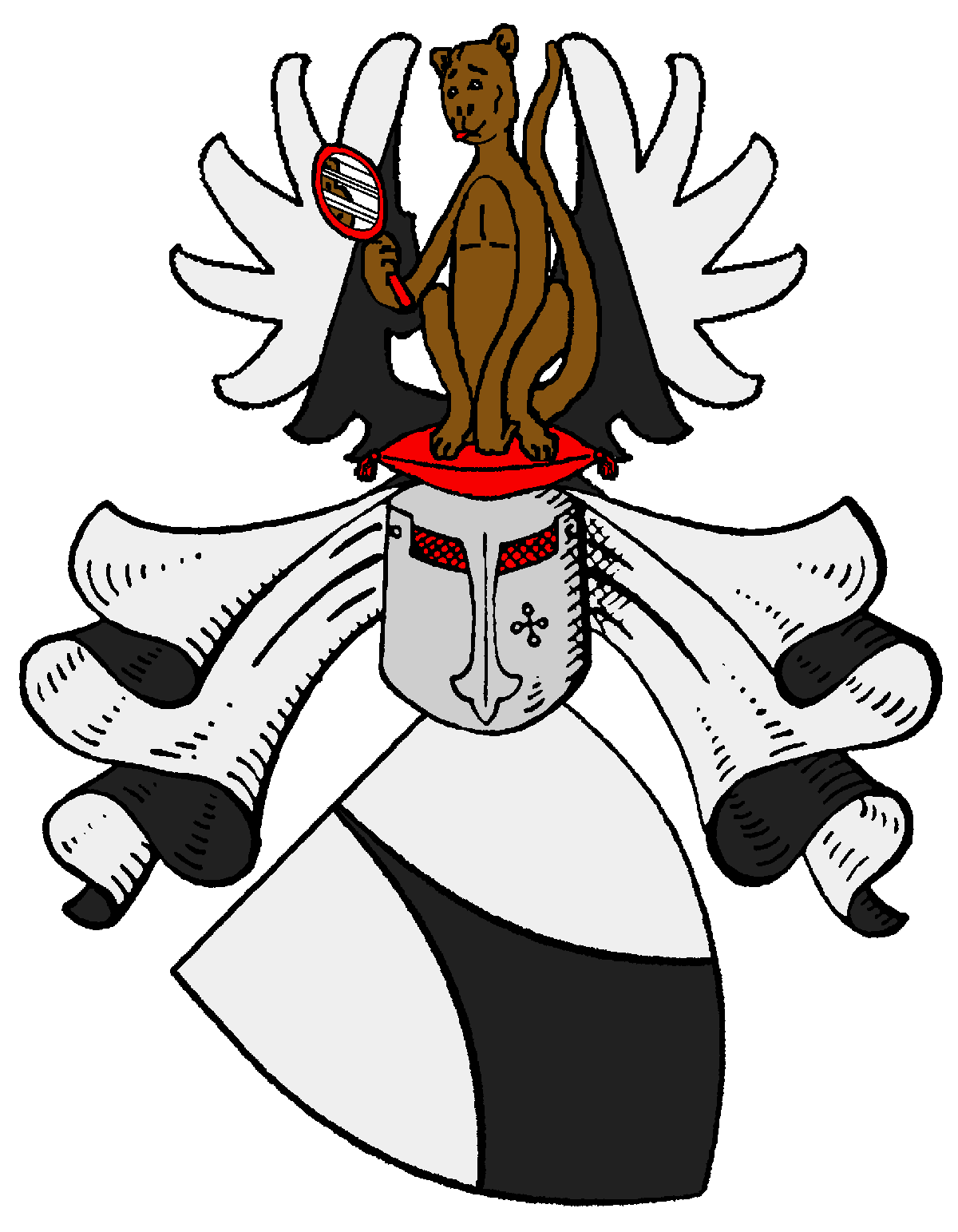
Das Stammwappen derer von Weichs, von dem sich das heutige Wappen der Gemeinde ableitet.

Im Jahr 807 wurde Weichs erstmals urkundlich erwähnt. Am 16. Mai 807 schenkte die Edle Deotpurc de Wihse (Weichs) Ihren dortigen Grundbesitz der Domkirche zu Freising. Es war die Zeit Karls des Großen, der Bischofssitz Freising war kultureller und administrativer Zentralort Oberbayerns. Der Name des Ortes lässt sich sowohl von gemeingermanisch „wīhsą“ als auch von der lateinischen Bezeichnung „vicus“, einer kleineren Siedlungsform, ableiten, die sich sprachlich über „Wihs“ zum heutigen Weichs entwickelt hat.
In den nächsten Jahrhunderten erschien der Ort Weichs gelegentlich in den Urkunden, häufiger aber eine ritterliche Familie, welche „die Weichser“ oder „von Weichs“ genannt wurde. Sie besaßen jahrhundertelang das Erbkämmereramt im Bistum Freising. Sie führten das heute noch von der Gemeinde gebrauchte Wappen, zogen auf Turniere, gehörten zu den Landständen, die den bayerischen Herzögen auf 50 Landtagen ihre Freiheiten als Hofmarksherren abrangen. Die Familie blieb bis ins 19. Jahrhundert auf einem Teilgut ansässig.

### Mittelalter
Weichs gehörte zum Rentamt München und zum Landgericht Kranzberg des Kurfürstentums Bayern. Die Freiherrn von Weichs sowie die Grafen von Spreti  besaßen hier offene Hofmarken.
Die Adelsfamilie von Weichs wurde zum herzoglichen Pfleger und auch Domherren zu Freising. Urkunden, Siegel und Grabsteine zeugen von ihnen. Vom Ort Weichs und seinen Menschen hört man jedoch bis zum Ausgang des Mittelalters fast nichts.
Im Jahre 1266 wurde der erste Pfarrherr erwähnt. Damit zählt die Pfarrei Weichs zu den ältesten Pfarreien des Landkreises Dachau. Die Konradinische Matrikel von 1315 erwähnt Weichs mit zwei Filialkirchen. Im Jahre 1367 war von einem Wirt Geiselbrecht die Rede. Damit waren die drei Eckpfeiler der damaligen Welt bestimmt: Herrschaft, Kirche und Wirtshaus.
Im Jahre 1458 teilten die drei Söhne des Ritters Paul von Weichs die Hofmark in drei Teile. Um 1540 kamen jedoch zwei davon wieder in einer Hand zusammen. Im Jahre 1560, mit dem Tode des kinderlosen Georg von Weichs, wurde sein restliches Drittel testamentsgemäß in einen Fideicommiss, d. h. das unveräußerliche Treuhandvermögen „⅓ Weichs“ umgewandelt. Seitdem sind die beiden Teile fast immer in verschiedenen Händen geblieben.

### Spätmittelalter bis zur Aufklärung

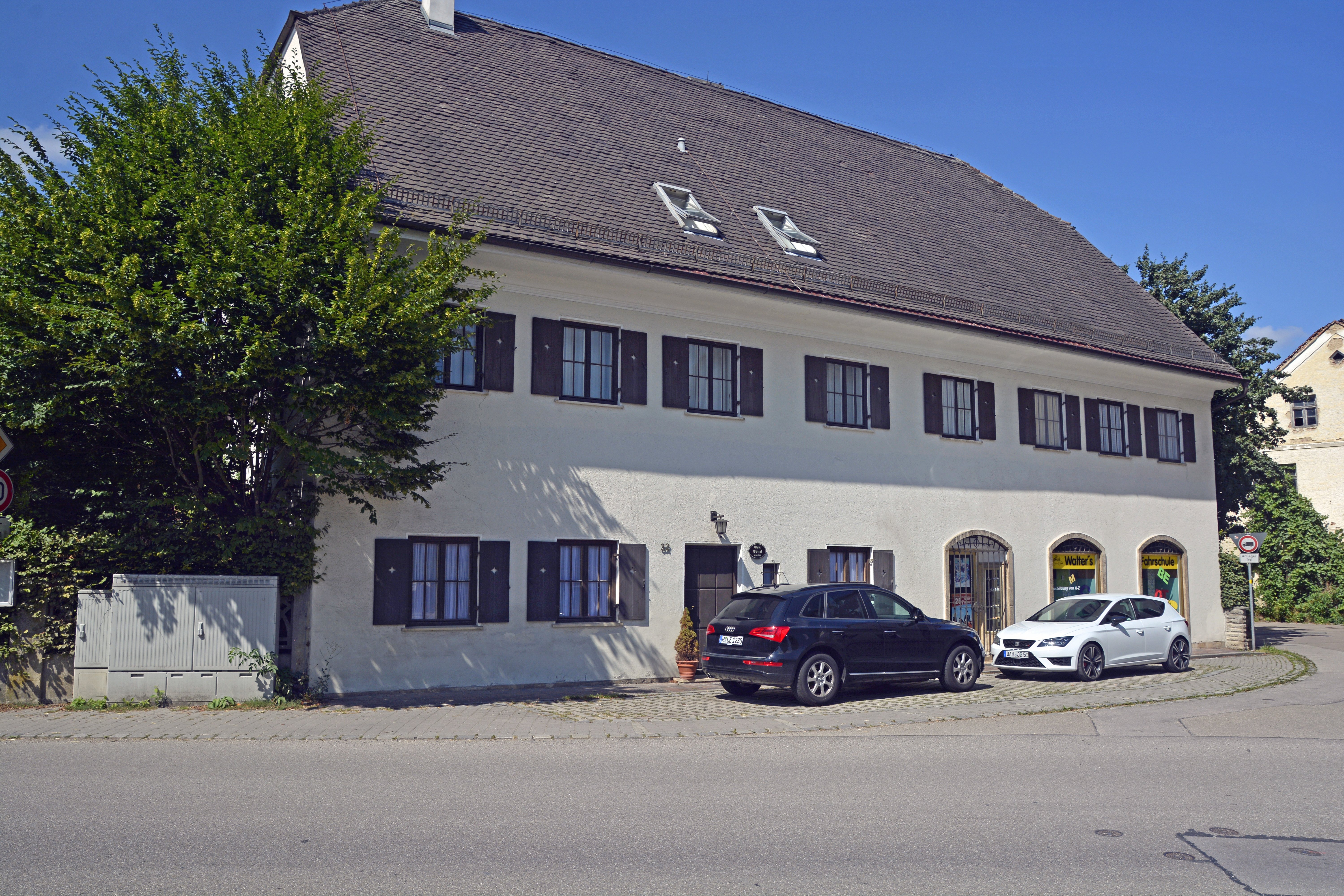
Ehemaliges Spital Weichs (2016)

Ende des 15. Jahrhunderts wurde St. Martin als gotische Pfarrkirche erbaut. Im Jahre 1490 stiftete der Freisinger Domherr Wolfgang von Weichs das Frühmess-Benefizium zu Weichs. Sein Vetter Georg von Weichs wünschte sich kurz vor seinem Tod die Gründung eines Spitals in Weichs. Es öffnete im Jahr 1566, um alte, gebrechliche Menschen aufzunehmen. Diese beiden Institutionen prägten das Ortsleben mehr als 300 Jahre.
Die Herren von „2⁄3 Weichs“, ab 1623 Freiherren, starben 1655 auf dem Stammschloss aus. Das Stammschloss wechselte danach häufig den Besitzer. In Dasing und anderen Orten blühte jedoch die Linie Wiguläus weiter. Diese Linie stellte den bayerischen Herrschern in jeder Generation tüchtige Beamte und Soldaten. Die Linie Engelhart wanderte um 1610 ins Rheinland aus, wo nachgeborene Wittelsbacher 200 Jahre Erzbischöfe und Kurfürsten von Köln sowie Bischöfe mehrerer anderer Bistümer waren. Die dortigen Weichser dienten ihnen in hohen geistlichen und weltlichen Ämtern. Als gelegentliche Inhaber von „1⁄3 Weichs“ blieben sie mit dem Ort Weichs in Verbindung.
Vom Dreißigjährigen Krieg war auch Weichs betroffen: In den Jahren 1634, 1646 und 1648 zogen Schweden, Spanier, Franzosen, Kaiserliche und Bayern raubend und plündernd durch das Land. Viele Höfe und das Spital erlitten große Schäden. Im Jahre 1643 begann das älteste erhaltene Kirchenbuch. Im Jahre 1652 wurde darin der erste Lehrer verzeichnet. Von 1720 bis 1725 wurde die Kirche vergrößert und erhielt eine barocke Ausstattung. Im Jahre 1736 wurde das Müllerhaus nach einem Brand neu errichtet.

### Königreich Bayern

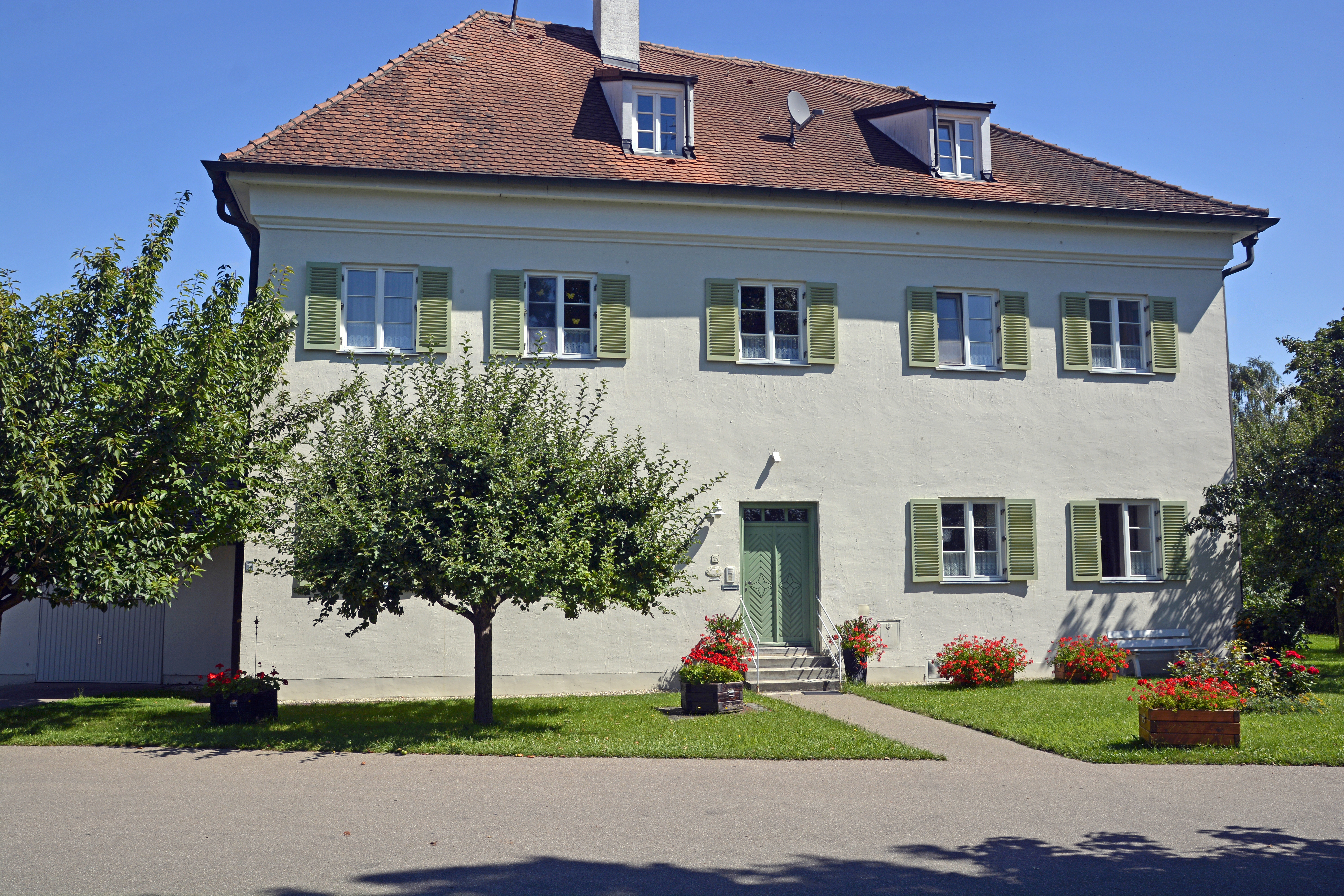
Heutiger Klosterladen Weichs (2016)

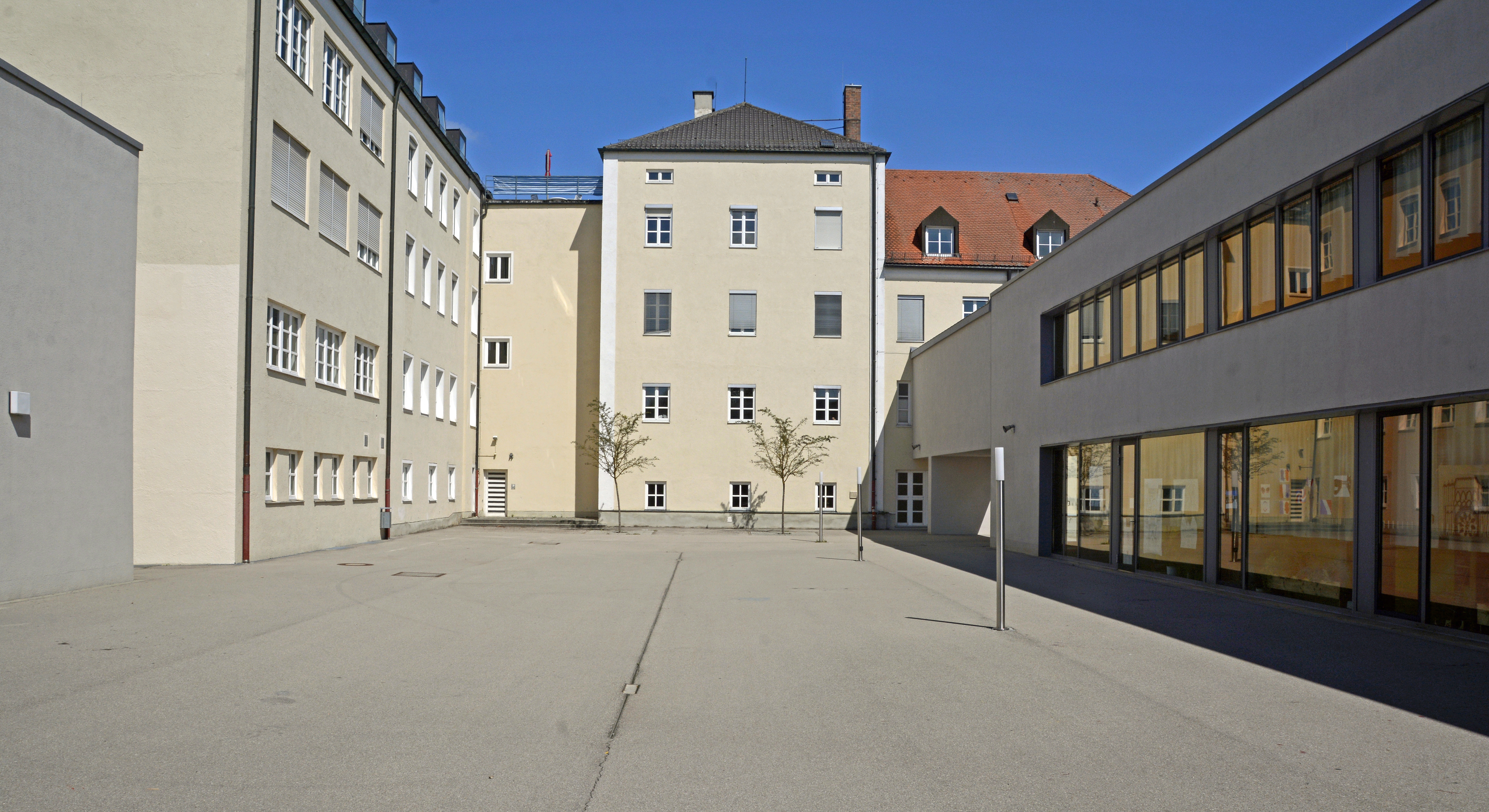
Innenschulhof Theresia-Gerhardinger-Realschule Weichs (2016)

Im Jahre 1774 erbaute die Fideicommiss-Herrschaft „⅓ Weichs“ ihr baufälliges Schlösschen neu, das heutige Wohnhaus der Armen Schulschwestern. Im Jahre 1818, als Weichs eigenständige Gemeinde wurde, brannte der halbe Ort ab. Von den danach neu erbauten Häusern steht heute nur noch das ehemalige Spital, Freiherrnstraße 30. Im Jahre 1848 endete mit der Bauernbefreiung die über 500-jährige Hofmarksherrschaft.
Das Schloss der Freiherrn von Weichs wurde 1852 in ein Kloster mit angeschlossener Schule umgewandelt. Durch die Großherzigkeit der Brüder Baustädter entstanden eine Mädchenschule und die Präparanden-Anstalt der Armen Schulschwestern von Unserer Lieben Frau. Der Orden ist auch unter der Bezeichnung „Gerhardinger-Schwestern“, nach der Ordensgründerin Karolina Gerhardinger (1797–1879), bekannt.
1853 wurde das schon lange vernachlässigte Schloss der ehemaligen „2⁄3-Herrschaft“ Weichs abgerissen.
1862 entstand die erste kleine Fabrik am Erlbach, eine Maschinengießerei. Ab 1861 wurde die alte Mühle in einen Industriebetrieb umgewandelt, der bis zu seiner Stilllegung im Jahre 1974 immer wieder modernisiert wurde.

### Deutsches Reich
Von 1874 bis 1876 änderte sich das Ortsbild nachhaltig: Die Pfarrkirche wurde um zwei Joche verlängert, der alte Satteldachturm zur Hälfte neu errichtet und ihm wurde ein neues Dach mit spitzem Helm aufgesetzt. Das Bücherl’sche Wirtshaus wurde 1894 eingeweiht, das Schmied-Anwesen Freiherrnstraße 7 im Jahre 1910.
In den 1920er Jahren gründete Adolf Wagner die Hochlandschuhfabrik.

### Ab 1945
Die 1978 gegründete Verwaltungsgemeinschaft mit Vierkirchen wurde im Jahre 1980 wieder aufgelöst.

### 21. Jahrhundert
Im Jahr 2007 konnte Weichs mit einem über das Jahr verteilten Festprogramm die offizielle 1200-Jahr-Feier begehen. Als Datum der Erstnennung weisen die „Freisinger Traditionen“ den 15. Juli 807 aus.

### Eingemeindungen
Im Zuge der Gebietsreform in Bayern wurden am 1. April 1971 die Gemeindeteile Breitenwiesen, Daxberg und Zillhofen der aufgelösten Gemeinde Frauenhofen mit insgesamt 40 Einwohnern in die Gemeinde Weichs eingegliedert. Am 1. Januar 1972 folgten Teile der ehemaligen Gemeinden Ainhofen und Pasenbach. Im Jahr 1978 kam der südwestliche Teil der aufgelösten Gemeinde Asbach mit dem Kirchdorf Ebersbach zur Gemeinde Weichs. Der nordöstliche Teil der aufgelösten Gemeinde mit dem gleichnamigen Gemeindehauptort Asbach wurde in die Gemeinde Petershausen eingegliedert.

### Bevölkerungsentwicklung
Die Einwohnerzahlen ab 1840 beziehen sich auf den Gebietsstand vom 25. Mai 1987.
| Jahr          | 1840 | 1871 | 1900 | 1925 | 1939 | 1950 | 1961 | 1970 | 1987 | 1991 | 1995 | 2000 | 2005 | 2010 | 2015 | 2016 | 2018 | 2019 |
| Einwohnerzahl | 791  | 895  | 1094 | 1123 | 1057 | 1593 | 1464 | 1769 | 2410 | 2581 | 2930 | 3004 | 3161 | 3151 | 3345 | 3380 | 3509 | 3647 |

Zwischen 1988 und 2018 wuchs die Gemeinde von 2460 auf 3509 um 1049 Einwohner bzw. um 42,6 %.

## Politik

### Bürgermeister

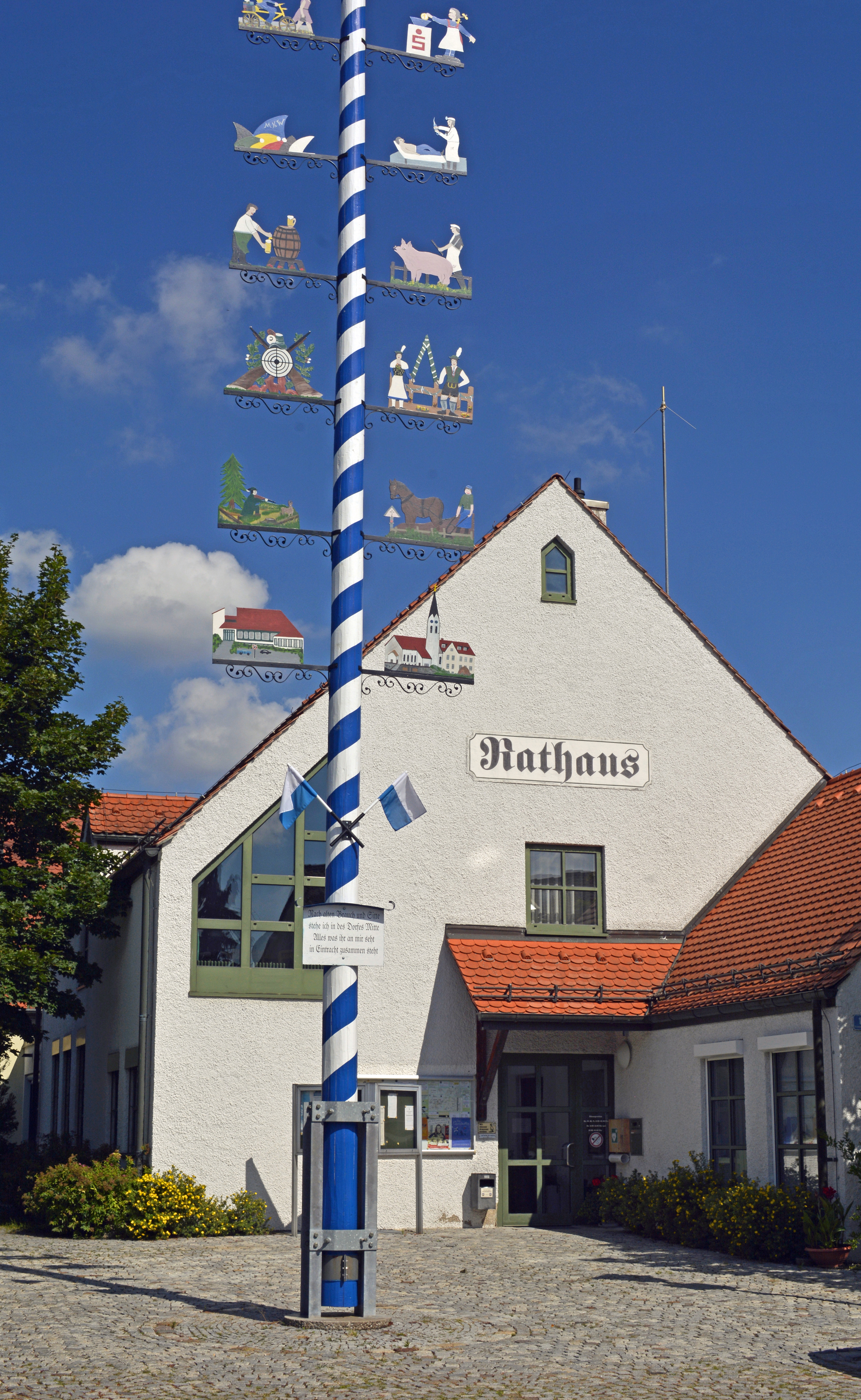
Rathaus der Gemeinde Weichs (2016)

Erster Bürgermeister Harald Mundl (Weichser Bürgervertretung) ist seit 1. Mai 2008 im Amt. Bei den Kommunalwahlen in Bayern 2008 löste er in der Stichwahl den Amtsinhaber Franz Eichinger (Freie Wähler) mit 63,87 % der Wählerstimmen ab. Am 16. März 2014 wurde er bei den Kommunalwahlen 2014 mit knapp über 90 Prozent im Amt bestätigt. Mit 94,27 Prozent wurde er bei der Bürgermeisterwahl 2020 für weitere sechs Jahre in seinem Amt bestätigt.
Amtsvorgänger als Bürgermeister von Weichs waren:
- M. Fottner (1876–1888)
- S. Ernst (1888–1894)
- M. Fottner (1894–1906)
- J. Reindl (1906–1919)
- J. Geitner (1919–1929)
- J. Riedl (1929–1937)
- A. Schönwetter (1937–1945)
- M. Wallner (1945–1946)
- J. Erlewein (1946–1948)
- L. Fischer (1948–1952)
- Anton Riedl (1952–1978)
- Georg Hailer (1978–1990)
- Martin Edelmann (1990–2002)
- Franz Eichinger (2002–2008)

### Politische Gruppierungen
Im Gemeinderat sitzen nach der Kommunalwahl 2020 16 Vertreter:
- Weichser Bürgervertretung mit 5 Sitzen
- CSU mit 5 Sitzen
- Freie Wähler Weichs mit 2 Sitzen
- SPD mit 2 Sitzen
- Bündnis 90/Die Grünen mit 2 Sitzen.

### Wappen
|                                                                             | Blasonierung: „In Silber eine eingeschweifte und aufsteigende schwarze Spitze.“ |
| Wappenbegründung: Das Wappen leitet sich vom Adelsgeschlecht von Weichs ab. |                                                                                 |

### Haushalt
Der Gesamthaushalt der Gemeinde liegt 2019 bei 8,28 Mio. EUR. Der Schuldenstand der Gemeinde sinkt seit Jahren kontinuierlich. Bei insgesamt 3.647 Einwohnern ergibt sich eine rechnerische Pro-Kopf-Verschuldung von 886,38 EUR.

### Verwaltungsgemeinschaft
Von 1978 bis 1980 bestand eine Verwaltungsgemeinschaft von Vierkirchen und Weichs.

## Kultur und Sehenswürdigkeiten

### Sehenswürdigkeiten

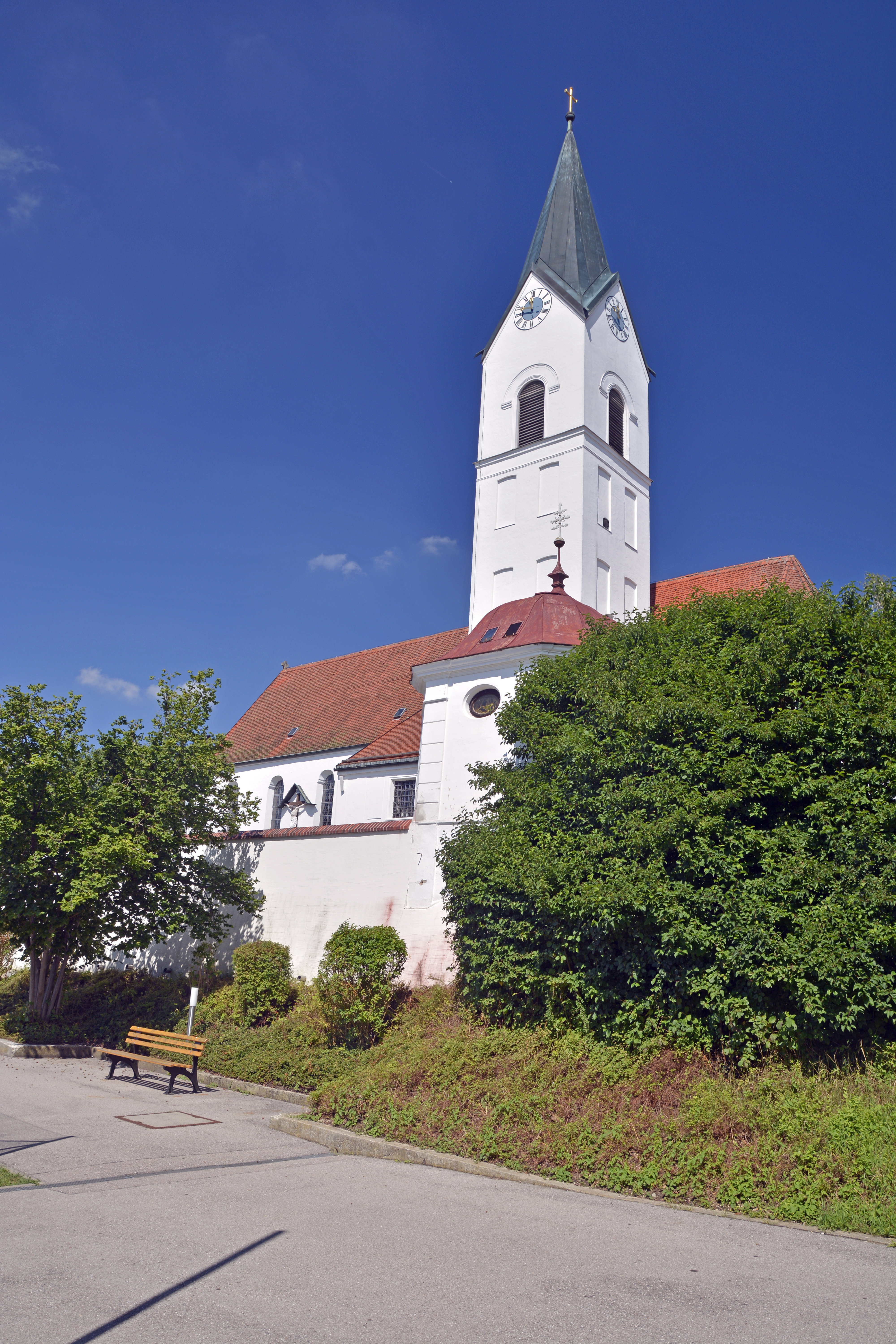
Pfarrkirche St. Martin (2016)

Zu den Sehenswürdigkeiten der Gemeinde Weichs zählen:
- Kriegerdenkmal Weichs
- Kriegsmahnmal
- Pfarrkirche St. Martin
- privates Bauernhofmuseum "Auf der Puit"

### Kirchen
- Pfarrkirche St. Martin
- Filialkirche St. Georg und Maria in Ebersbach
- Filialkirche St. Stephanus in Aufhausen
- Filialkirche St. Andreas in Gundackersdorf

### Vereine
Im Vereinsregister der Gemeinde Weichs werden folgende Vereine geführt:
- Bund Naturschutz Ortsgruppe Weichs
- FC Ebersbach 1982 e. V.
- Schützenverein Gemütlichkeit 1907 e. V.
- BC Aufhausen
- Initiative zur Förderung Kinder und Jugendlicher in Weichs e. V.
- Maschkera Komitee Weichs
- Schützengesellschaft Bavaria Weichs
- Schützenverein „Glück Auf“ Aufhausen
- Sportverein Weichs 1947 e. V.
- Trachtenverein „D’Kreuzbergler“ Weichs
- Westernclub Weichs „THE UNDERTAKER’S“ e. V.
- Stockschützen
- Obst- und Gartenbauverein Weichs e. V.

### Freizeitmöglichkeiten
In einigen Gemeindeteilen gibt es Sportstätten.
Seit 2012 gibt es ein 'Indoor Soccer Traing Arena' in Fränking in der Nähe von Weichs.

## Wirtschaft und Infrastruktur

### Wirtschaft einschließlich Land- und Forstwirtschaft
Im Jahr 1998 gab es nach der amtlichen Statistik im produzierenden Gewerbe 46 und im Bereich Handel und Verkehr keine sozialversicherungspflichtig Beschäftigte am Arbeitsort. In sonstigen Wirtschaftsbereichen waren am Arbeitsort 130 Personen sozialversicherungspflichtig beschäftigt. Sozialversicherungspflichtig Beschäftigte am Wohnort gab es insgesamt 1064. Im verarbeitenden Gewerbe gab es im Jahre 2016 einen Betrieb mit 20 oder mehr Beschäftigten, im Bauhauptgewerbe 4 Betriebe. Zudem bestanden im Jahr 2010 23 landwirtschaftliche Betriebe mit einer landwirtschaftlich genutzten Fläche von 1255 ha, davon waren 986 ha Ackerfläche. Der Viehbestand lag 2010 bei 1165 Rindern, 20 Schweinen, 141 Pferden und 58 Hühnern.

### Motorisierung
Der Kraftfahrzeugbestand zählte 2017 2612 Kraftfahrzeuge, darunter 2079 PKW und 252 Krafträder.

### Verkehrsanbindung
In Weichs kreuzen sich die Staatsstraße 2054 und die Kreisstraße DAH 11. Die nächstgelegene S-Bahn-Station der Linie S2 des Münchner Verkehrs- und Tarifverbundes (MVV) befindet sich ca. vier Kilometer in östlicher Richtung in Vierkirchen. Die kürzeste Anbindung an die Autobahn A 9 (Nürnberg-München) liegt in Allershausen. Die kürzeste Anbindung an die Autobahn A 8 (Stuttgart-München) liegt in Sulzemoos.

### Bildung

#### Bildungseinrichtungen

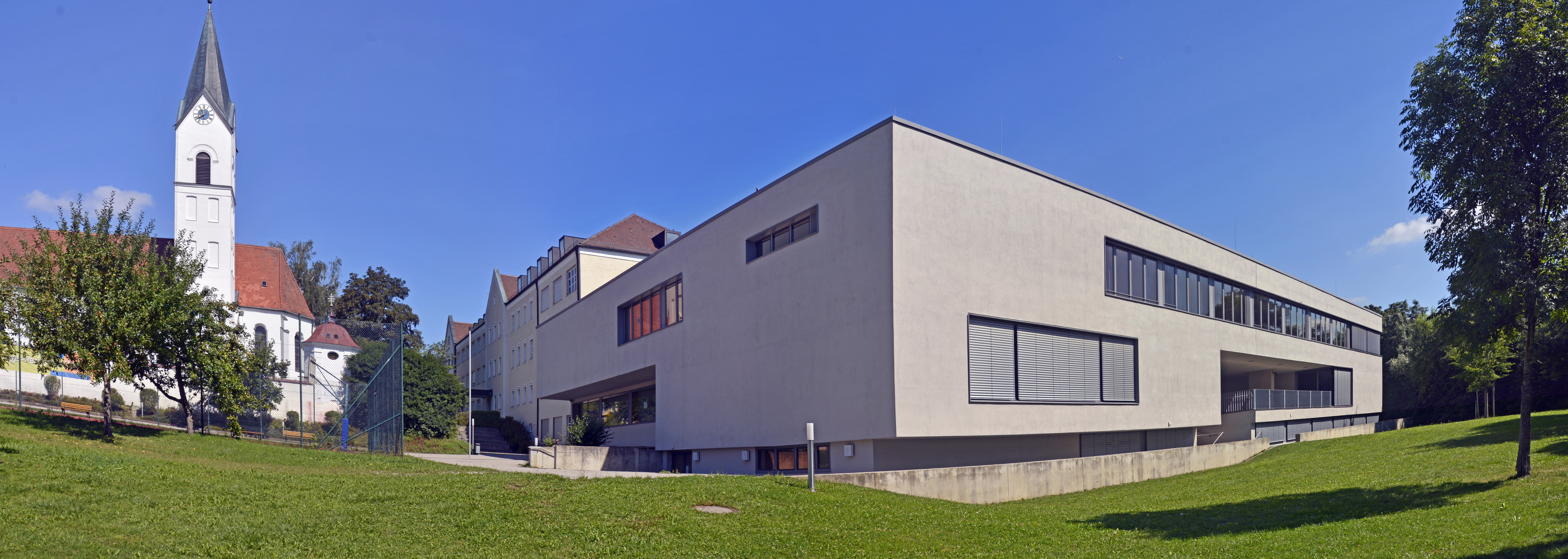
Theresia-Gerhardinger-Realschule Weichs (2016)

In Weichs existieren folgende Einrichtungen:
- Kindergarten: 260 Kindergarten- und Hortplätze (Kindergartenhaus Weichs seit 2021)[15]
- Grundschule: eine zweizügige Grundschule mit 10 hauptamtlichen Lehrkräften, 165 Schülern und der Sozialhündin „Nox“ (2019)[17]
- Theresia-Gerhardinger-Realschule der Erzdiözese München und Freising (bis 2008/2009 Kloster Weichs), 676 Schüler und 51 hauptamtliche Lehrkräfte[18]

Das nächstgelegene Gymnasium ist das Gymnasium Markt Indersdorf.

#### Theresia-Gerhardinger-Realschule
Die heutige Erzbischöfliche Theresia-Gerhardinger-Realschule Weichs war ab 1853 zunächst eine Lehrerinnenbildungsanstalt für den Ordensnachwuchs, die sog. Präparandie. 1952 wurde die Schule eine Realschule für Mädchen mit Internat. Bis 2004 leiteten die Ordensschwestern die Schule. Seit dem Jahr 2004 nimmt die ehemalige Mädchenrealschule in Weichs auch Jungen auf und trägt den Namen der Ordensgründerin der Armen Schulschwestern: Theresia Gerhardinger. Theresia Gerhardinger gilt als die „Erfinderin“ der Realschule, die als hauswirtschaftlich und kaufmännisch orientierte Schule, die Grundlage für die spätere vierklassige bayerische Realschule bildete.
Es ist eine offene Ganztagsschule in Trägerschaft der Erzdiözese München und Freising. Als staatlich anerkannte Schule vermittelt sie das Bildungsangebot der Realschule gemäß dem Bayerischen Erziehungs- und Unterrichtsgesetz (BayEUG Art. 101). Für Aufnahme, Leistungsanforderungen und Abschlussprüfung gelten die staatlichen Maßstäbe. Der Abschluss ist staatlich anerkannt und dem der staatlichen Realschulen gleichgestellt.

## Persönlichkeiten
- Kurt Günther Braun (* 1905 in Weichs; † 1945 in Straubing), Jurist und Landrat des Kreises Bergreichenstein

## Bilder

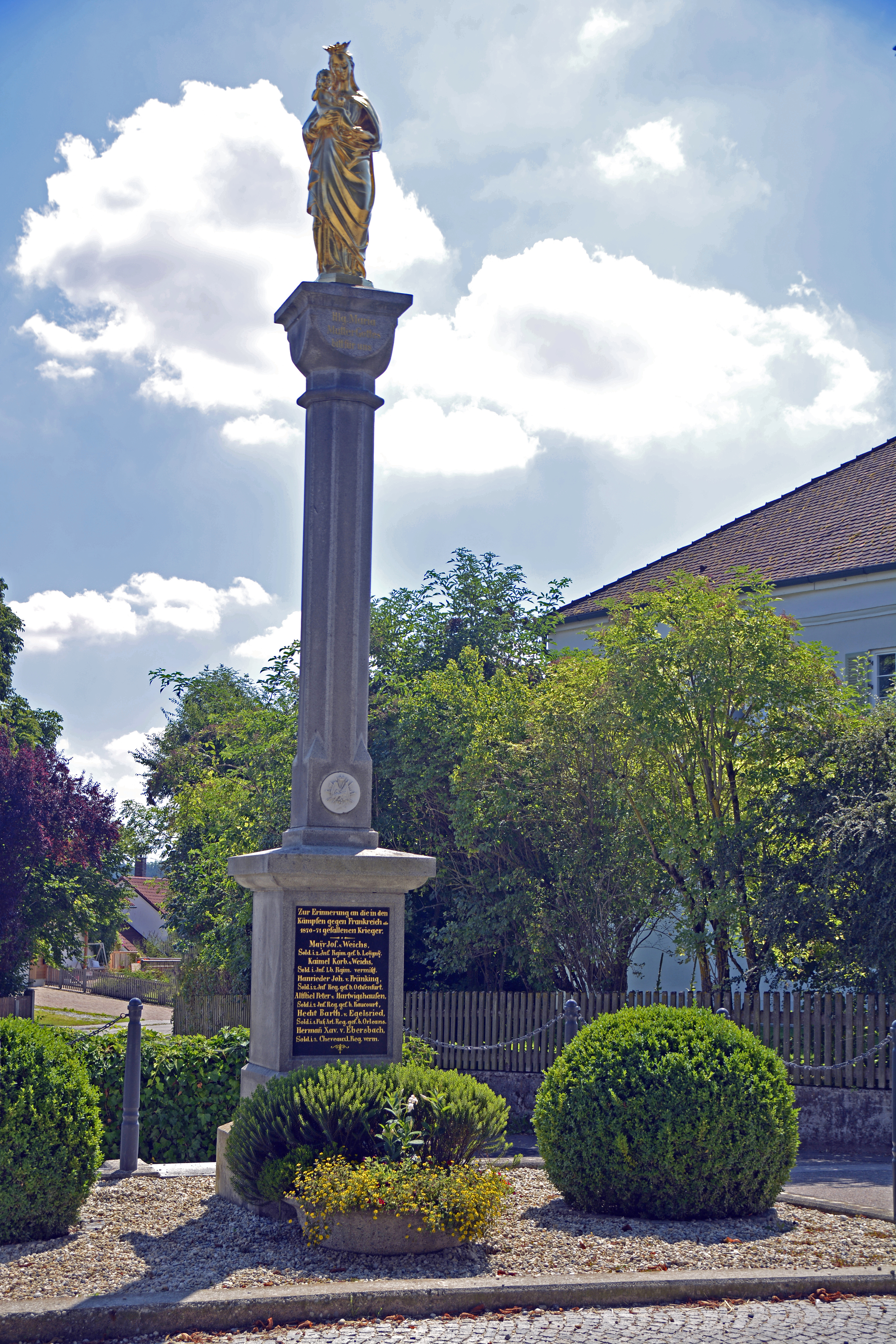
Kriegerdenkmal in Weichs für die Toten und Vermissten des Deutsch-Französischen Krieges 1870/71, sowie des I. und II. Weltkrieges
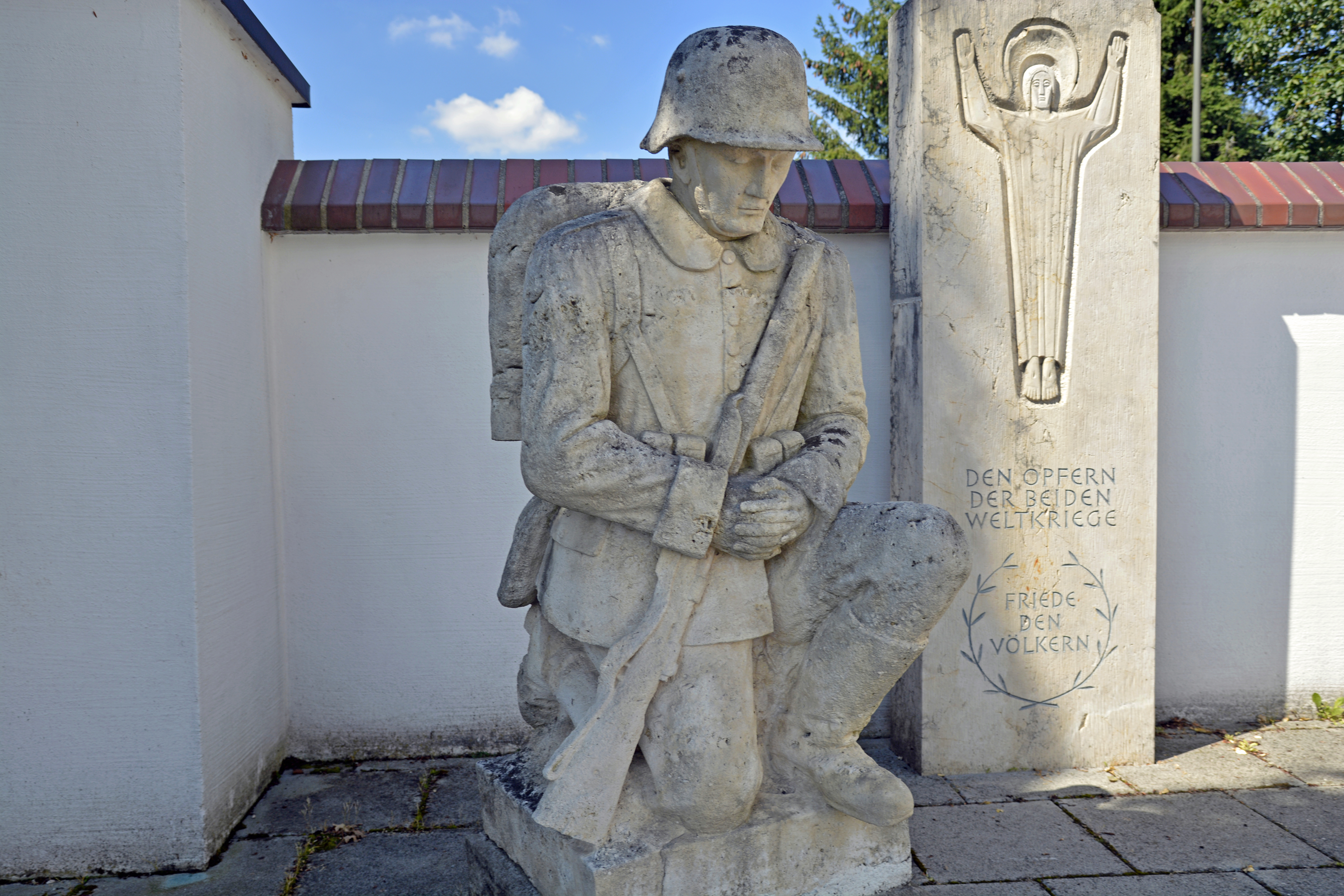
Kriegsmahnmal Weichs
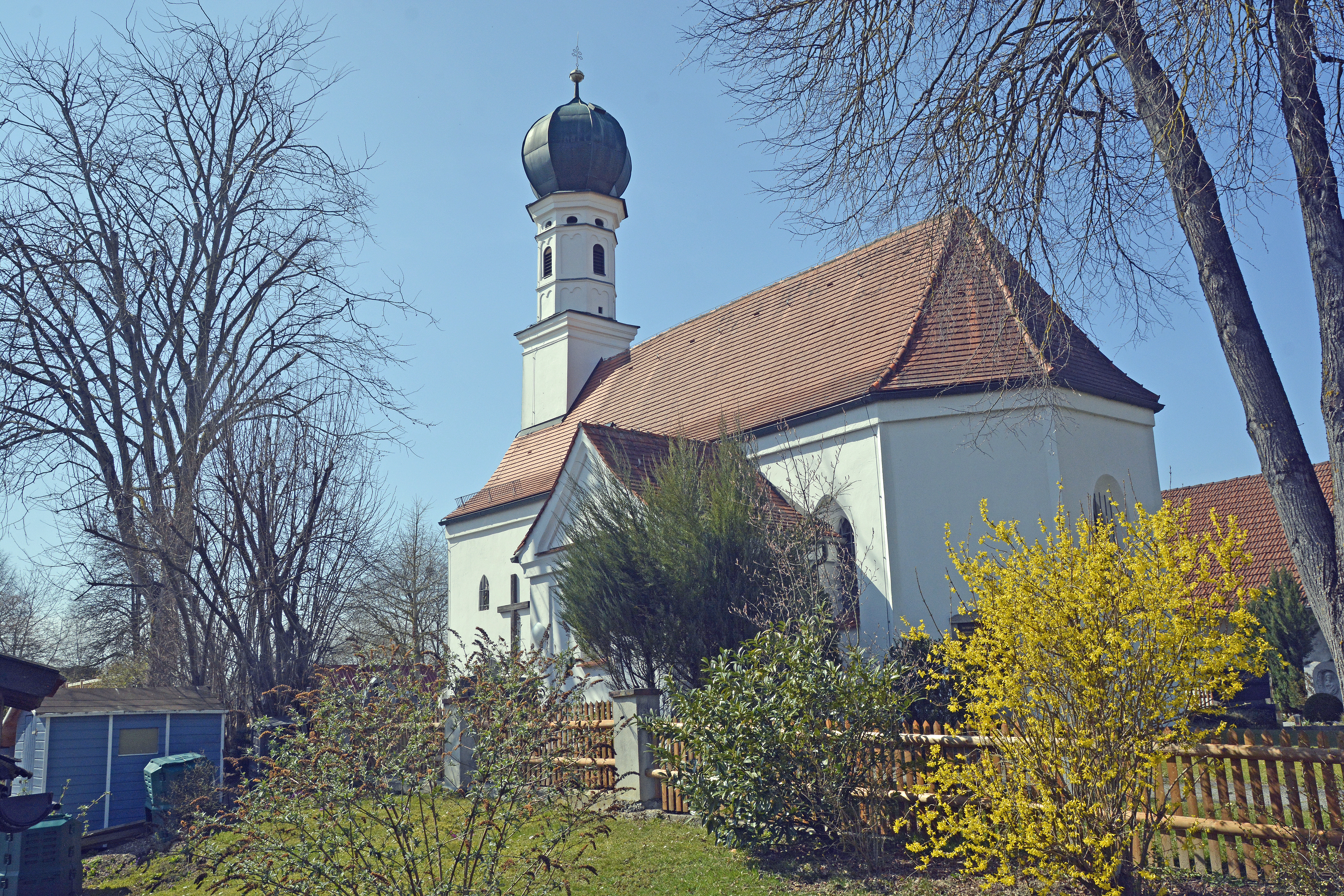
Filialkirche St. Georg und Maria im Ebersbach
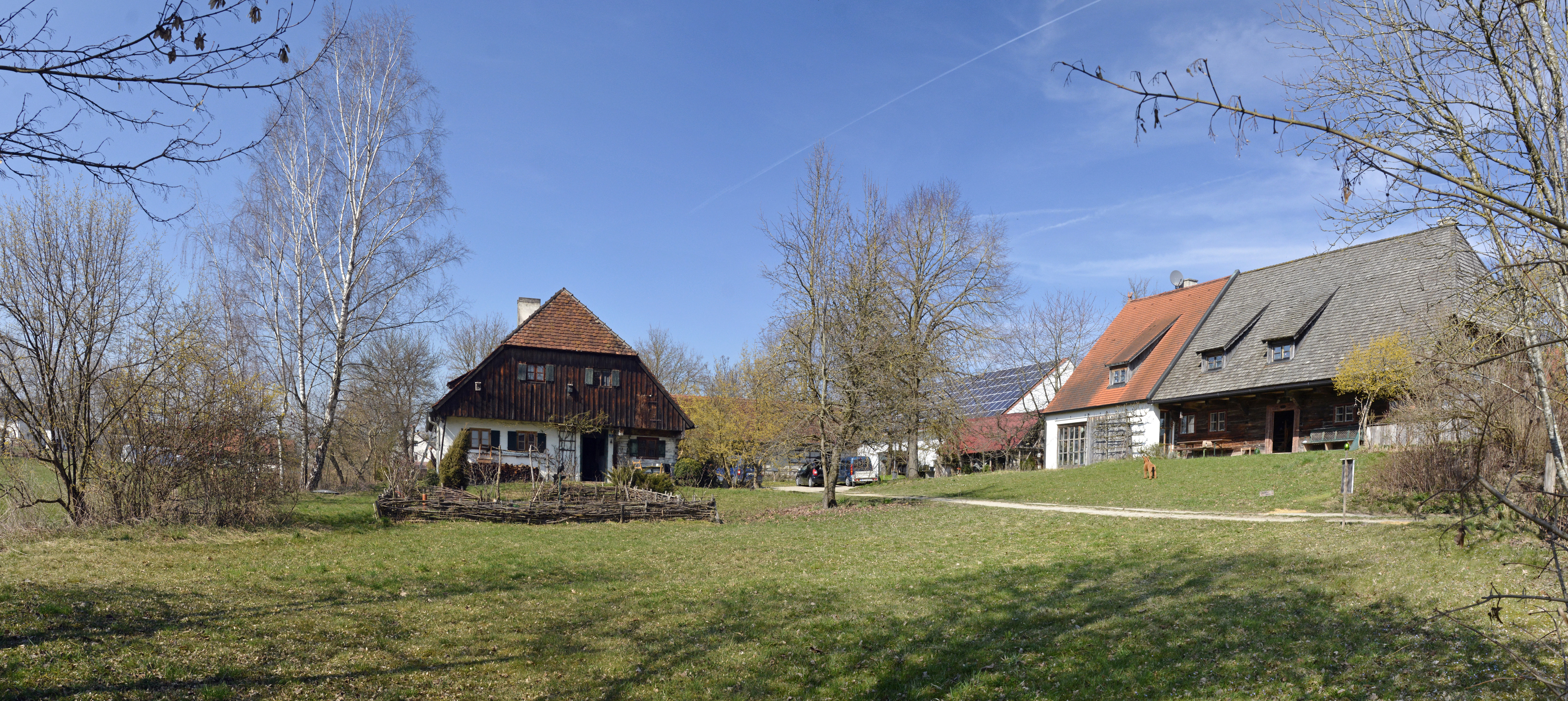
Bauernhof-Museum Ebersbach
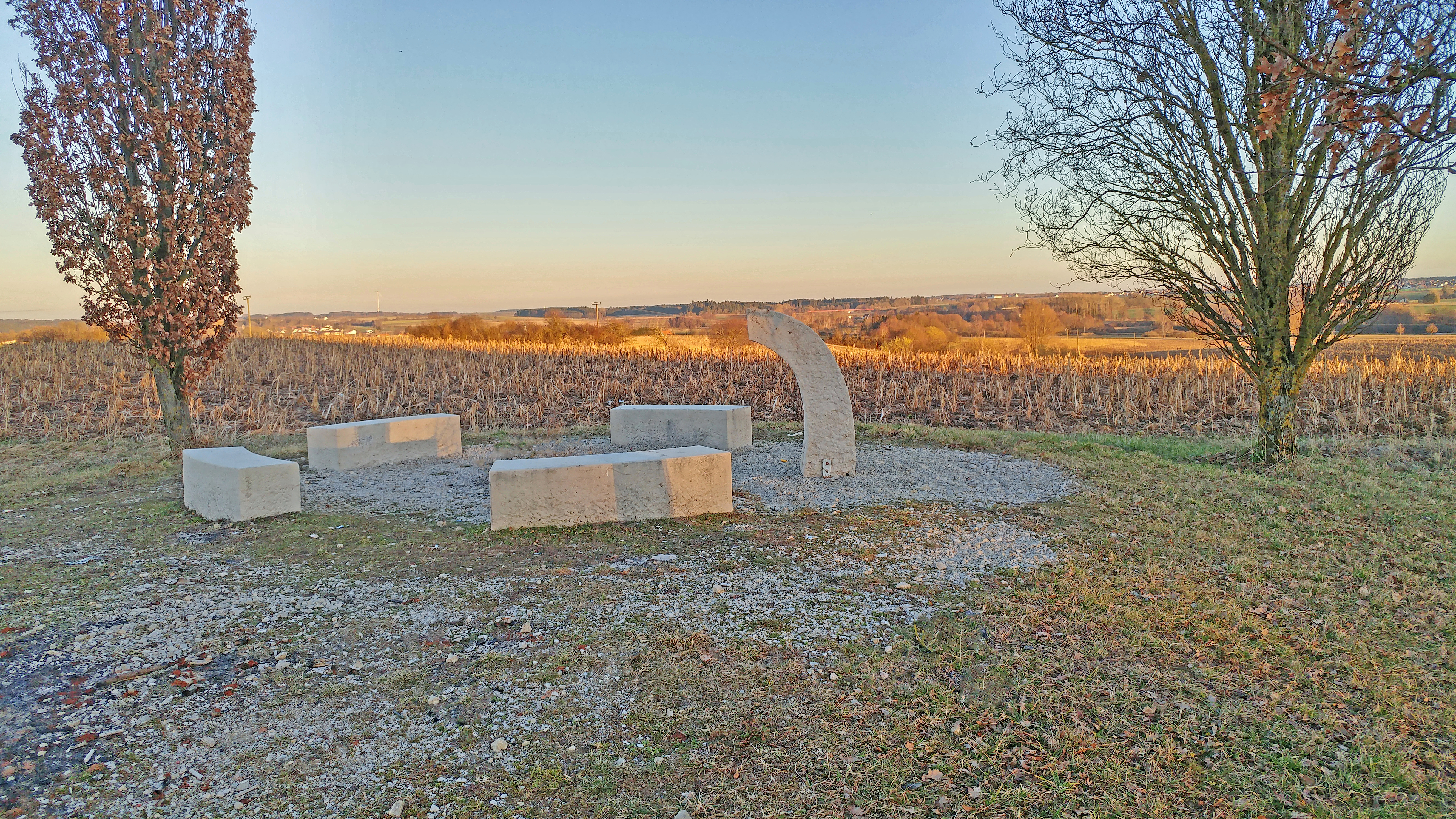
Landschaftsdenkmal Aufhausen (Weichs) – Symbol Erde – traditioneller Ort der Osterfeuer
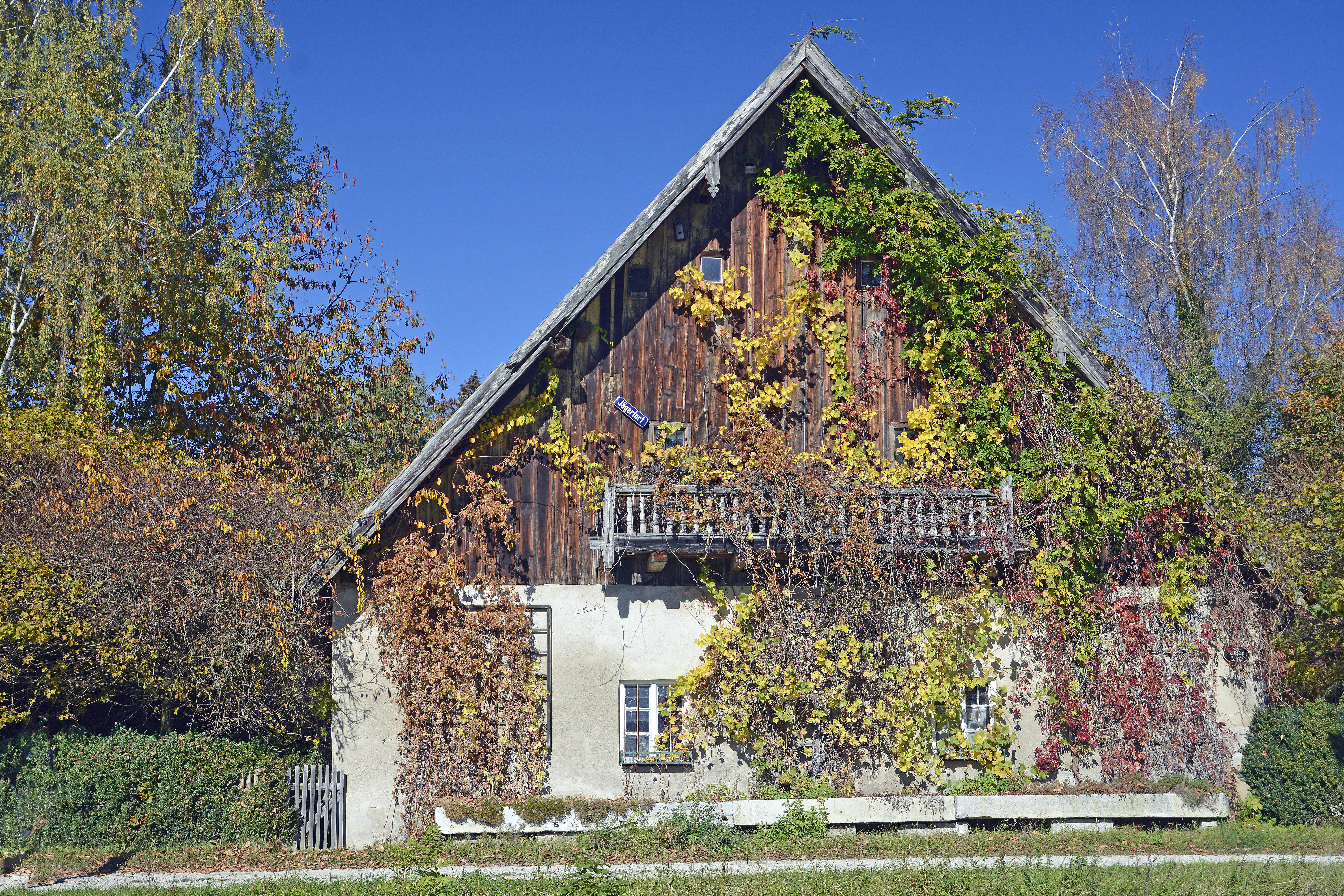
Ehemaliges Ökonomiegebäude des Mühlenanwesens an der Glonn in Weichs